# 耿通
耿通，齊東縣人。明朝官吏。

## 生平
洪武年間中舉，授襄陽教授。永樂初年，擔任刑科給事中，歷任左右給事。敢於直言，并彈劾都御史陳瑛、御史袁綱、覃珩。并彈劾工部侍郎陳壽、工部尚書宋禮勞民。隨後升大理寺右丞。明成祖北征時，太子朱高熾監國。當時漢王朱高煦謀奪嫡，勾結明成祖左右官員，導致東宮官僚多得罪。耿通則從容諫帝，導致明成祖不悅。永樂十年，當時有人通稱其有罪，朱棣大怒，命都察院會文武大臣到午門，說必殺耿通，最後磔死。